# La Clé de la Croatie
Pour les articles homonymes, voir Bouclier.
Bouclier humain (en croate : Živi zid, littéralement Barrière humaine) est un parti politique populiste croate fondé en 2011, formé par l'ONG anti-expulsion Bouclier humain. Le parti refuse d'être classé sur l'échiquier politique et se décrit comme « humaniste »,,,,. En 2022 le parti change de nom et devient La Clé de la Croatie (en croate : Ključ Hrvatske).

## Idéologie et principes
Le parti est décrit comme « louant les écrits de David Icke », et « propageant des théories conspirationnistes sur les chemtrails et la vaccination ». Un article du magazine Jacobin présente le parti comme « étant souvent perçu à gauche, mais mettant davantage en avant des théories du complot que des idées progressistes ».
Le parti considère que le système monétaire en place est injuste et intenable, puisqu'il est basé sur l'argent comme dette, et que toutes les devises en circulation disposent d'emprunts ayant un faible taux d'intérêt qui ne parviennent jamais sur le marché, qui sont, selon le parti, la cause de nombreuses expulsions en Croatie.
Le parti milite pour :
- la mise en place de la souveraineté monétaire en Croatie et l'implantation d'un système monétaire exempt de crédits ;
- la mise en place d'un système judiciaire juste et efficace, et en particulier l'interdiction des procédures « inhumaines » et « inconstitutionnelles », l'application des seules procédures nationales et secrètes du corps d'État ;
- le respect de la dignité, la liberté et les droits des citoyens de toutes religions et ethnies, d'âge, de sexe ou de statut social ;
- le développement d'une société juste, et particulièrement la protection des citoyens des actions « corrompues », « oppressives » et « arbitraires » du corps d'État ;
- la protection de l'héritage culturel et naturel et l'environnement humain ;
- la réalisation des droits du peuple à la santé, à l'éducation, aux soins sociaux, au travail, à la famille ;
- la réalisation et la protection des droits des travailleurs, des citoyens vivant du travail et sur la base de leur travail ;
- la mise en place des énergies renouvelables ;
- la protection des droits des animaux.

## Résultats électoraux

### Élections législatives
| Année | Coalition                                                              | Voix   | %    | Rang | Sièges  | Gouvernement |
| ----- | ---------------------------------------------------------------------- | ------ | ---- | ---- | ------- | ------------ |
| 2011  | A-HSS-DPS                                                              | 15 379 | 0,63 | 2e   | 0 / 151 | Opposition   |
| 2015  | Aucune                                                                 | 94 877 | 4,24 | 4e   | 1 / 151 | Opposition   |
| 2016  | Changer la Croatie - Action Jeunesse - Alphabet de la démocratie- HDSS | 11 208 | 6,23 | 4e   | 8 / 151 | Opposition   |

### Élections présidentielles
| Année   | Candidat            | 1er tour | 1er tour |
| Année   | Candidat            | %        | Rang     |
| ------- | ------------------- | -------- | -------- |
| 2014-15 | Ivan Vilibor Sinčić | 16,4     | 3e       |

### Élections européennes
| Année | Coalition | Voix   | %    | Rang | Sièges |
| ----- | --------- | ------ | ---- | ---- | ------ |
| 2014  | Aucune    | 4 313  | 0,47 | 10e  | 0 / 11 |
| 2019  | Aucune    | 60 847 | 5,7  | 5e   | 1 / 11 |